# 영동 자풍서당
영동 자풍서당(永同 資風書堂)은 충청북도 영동군 양강면 두평리에 있는 조선시대의 서당이다. 1980년 11월 13일 충청북도의 유형문화재 제73호 영동자풍서당(永同資風書堂)으로 지정되었으나, 2013년 1월 18일 현재의 문화재 명칭으로 변경되었다.

## 개요
조선 중기의 유학자 동천 이충범(1520∼1598)이 제자들을 양성하던 곳이다. 조선 초기에 양강 강가에 처음 지어졌다고 하는데, 인조 4년(1626) 이후 숙종 46년(1720)까지 여러 차례의 보수공사를 거쳐 오늘날에 이르고 있다.
처음에는 풍곡당이라고 부르다가 광해군 6년(1614)에 한강 정구 선생이 이곳에 머무르며 자법정풍(資法正風)으로 학문을 장려하였다는 뜻으로 자풍당이라 이름을 바꾸었다.
앞면 5칸·옆면 2칸 규모이며, 지붕 옆면이 사람 인(人)자 모양인 맞배지붕집으로 18세기경의 건축양식을 잘 간직하고 있는 건물이다.
현재 매년 10월 19일 제사를 지내며, 이곳의 책 읽는 소리는 양산 8경의 하나이다.

## 참고 자료
- 영동 자풍서당 - 국가유산청 국가유산포털